# Erika Radtke
Erika Radtke (* 31. Mai 1937 in Berlin) ist eine ehemalige deutsche Fernsehmoderatorin und Ansagerin im DDR-Fernsehen, die auch Unterhaltungsshows präsentierte.

## Leben
Radtke wuchs mit ihrer Schwester Annemarie Brodhagen (die ebenfalls zum Ansagekollektiv des Adlershofer Senders gehörte) in Berlin auf. 1960 war sie erstmals auf dem Bildschirm zu sehen – damals noch als Schauspielerin in Filmen wie Das Stacheltier – Schrott, Zu jeder Stunde und Die Entscheidung des Dr. Ahrendt. 1965 spielte sie eine Managerin im Film Die unmögliche Frau, der neben der DDR auch in der Tschechoslowakei ausgestrahlt wurde.
Seit Beginn der 1960er Jahre war sie Chefansagerin im Ersten Programm des DDR-Fernsehens. Sie wurde mehrfach zum Fernsehliebling gewählt (u. a. im Jahr 1971) und zeigte sich neben der Programmansage auch als Moderatorin. So präsentierte sie viele Jahre die populäre Samstagabendunterhaltung Die goldene Note, ein Wunschkonzert, das viele Musikrichtungen zusammenführte. Außerdem moderierte sie Die Parade des Soldatenlieds und den Schlagerwettbewerb der DDR. Im Vorabendprogramm sagte sie bis Ende der 1980er Jahre in der wöchentlichen Reihe Dabei Programmtipps an.
Nach einer Umfrage des MDR-Fernsehens belegte Erika Radtke im Oktober 2006 vor Carmen Nebel den 13. Platz unter den beliebtesten Fernsehansagerinnen aller Zeiten.
Seit dem Ende des DDR-Fernsehens hat sich Radtke ins Privatleben zurückgezogen.
Ihre Tochter Cathrin Böhme war ebenfalls als Moderatorin aktiv und bis zum 2. September 2018 das Gesicht der Berliner Abendschau des rbb-Fernsehens.